# Myrtillocactus schenckii
Myrtillocactus schenckii là một loài thực vật có hoa trong họ Cactaceae. Loài này được (J.A. Purpus) Britton & Rose mô tả khoa học đầu tiên năm 1909.